# Tuff Gong
Tuff Gong steht für eine Reihe von Unternehmungen des verstorbenen Reggaemusikers Bob Marley und seiner Familie.
Der Name des Labels „Tuff Gong“ war Bob Marleys Spitzname, welcher wiederum auf den bekannten Rastafari-Priester Leonard P. Howell verweist, der den Beinamen „The Gong“ trug.
Tuff Gong International betreibt unter anderem ein eigenes Tonstudio, Mastering Räume, ein Presswerk für Schallplatten, Kassetten und CDs, eine Druckerei, Verkaufsräume für Tonträger und eine eigene Künstleragentur sowie Büros für Rita Marley Music und Ghetto Youths International.

## Plattenlabel
Tuff Gong wurde 1970 von Marley und seiner Band The Wailers als Plattenlabel gegründet. Die erste Single, die über das Label veröffentlicht wurde, war Run For Cover von The Wailers. Ab 1973 war Bob Marley’s Haus an der 56 Hope Road in Kingston, Jamaika, zugleich Hauptsitz des Labels. Inzwischen kann dort das Bob Marley Museum besucht werden.
Das Label steht heute unter der Leitung von Marleys zweitältester Tochter Cedella Marley und hat seinen Hauptsitz weiterhin in Kingston.
Der Vertrieb der Tuff Gong Tonträger wurde von Island Records, inzwischen Teil der Universal Music Group, abgewickelt.
Mittlerweile ist Tuff Gong als offizieller Vertrieb für die Warner Music Group, Universal Music Group und Disney Music Group in der Karibik zuständig.
Im Videospiel Grand Theft Auto IV von Rockstar Games ist Tuff Gong als eine der vielen Radio Stationen anwählbar.
Der Sender spielt überwiegend Songs von Bob Marley sowie von seinen Söhnen Stephen und Damian Marley.

## Tonstudio

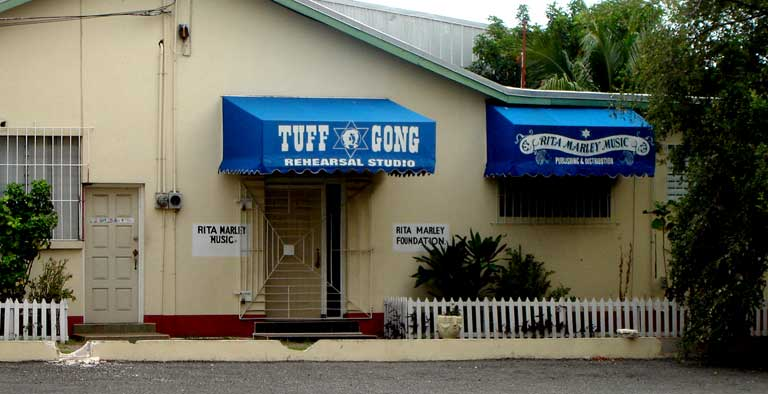
Das Tuff Gong Tonstudio

Seit Gründung war ein umfangreich ausgestattetes Tonstudio Herzstück von Tuff Gong. Es ist eines der größten Studios der Karibik und die zweitgrößte Möglichkeit für Live-Aufnahmen auf Jamaika. In den Tuff Gong Studios entstanden unter anderem das Album „Catch a Fire“ und Songs wie „No Woman, No Cry“, „Trenchtown Rock“, „Stir It Up“, „Redemption Song“, „Buffalo Soldier“ und „Could You Be Loved“. Dieses legendäre Tonstudio zieht viele interessierte Musiker, Produzenten und Touristen aus aller Welt an.
Die Tuff Gong Studios waren Anlaufstelle für viele jamaikanische Musiker wie Rita Marley, Capleton, Sly and Robbie, Shaggy, Bounty Killer, Lady Saw, Vybz Kartel, Popcaan, Ziggy Marley and the Melody Makers, I Wayne, Beenie Man, Jimmy Cliff und viele mehr.
Auch internationale Künstler wie Snoop Dogg, Sinéad O’Connor, Kenny Chesney, Lauryn Hill, Self Defense Family, Tiken Jah Fakoly und Major Lazer nahmen ihre Musik schon in den Tuff Gong Studios auf.